# Снядкув
Снядкув (пол. Śniadków) — село в Польщі, у гміні Оронсько Шидловецького повіту Мазовецького воєводства.
Населення — 97 осіб (2011).
У 1975-1998 роках село належало до Радомського воєводства.

## Демографія
Демографічна структура станом на 31 березня 2011 року:
|          | Загалом | Допрацездатний вік | Працездатний вік | Постпрацездатний вік |
| -------- | ------- | ------------------ | ---------------- | -------------------- |
| Чоловіки | 49      | 11                 | 34               | 4                    |
| Жінки    | 48      | 11                 | 28               | 9                    |
| Разом    | 97      | 22                 | 62               | 13                   |